# 유니버시아드 테니스장
유니버시아드 테니스장은 대한민국 대구광역시 달서구 두류동에 있는 테니스 경기장이다. 개장 초기에 두류공원 경기장 혹은 두류공원 축구장으로 불린 약 20년 동안 축구 경기장으로 대부분 활용되었으나, 2003년부터 테니스 경기장으로 바꾸어 2003년 하계 유니버시아드 테니스 경기장으로 사용되었다. 경기장 크기는 6,826m2이고 관람석은 3,095석이 마련되어 있다.